# Georges H. Bousquet

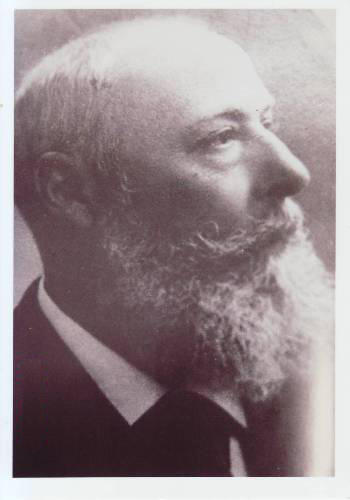
Georges H. Bousquet

Georges Hilaire Bousquet (geboren 3. März 1845 in Paris; gestorben 15. Januar 1937 in Frankreich) war ein französischer Jurist und Rechtsberater der japanischen Regierung.

## Leben und Wirken
Georges Hilaire Bousquet machte seinen Studienabschluss im Fach Jura an der Universität von Paris. Er arbeitete als Anwalt für die Berufungsinstanz, als er am 24. Dezember 1871 von dem japanischen Diplomaten Samejima Naonobu (鮫島 尚信; 1845–1880) als ausländische Berater (O-yatoi gaikokujin) für die Meiji-Regierung rekrutiert wurde. Er nahm das Angebot an und kam so 1872 als Rechtsberater des Justizministeriums nach Japan. Er lehrte auch Recht an der Meihō-ryō (明法寮), der späteren juristischen Fakultät des Justizministeriums. Bousquet arbeitete später vier Jahre lang mit seinem Landsmann Gustave Boissonade (1825–1910) zusammen. Er war an der Übersetzung des napoleonischen Gesetzbuchs ins Japanische und an der Herausgabe des Zivilgesetzbuches (民法典, Mimpō-ten) von Etō Shimpei beteiligt.
1876 verließ Bousquet Japan und kehrte nach Frankreich zurück. Nach seiner Rückkehr schlug er eine Karriere als Anwalt ein, wurde zum stellvertretenden Direktor für Strafjustiz ernannt und anschließend im Juli 1879 in den Staatsrat gewählt. Im Januar 1898 wurde er Direktor der Abteilung für Strafjustiz Zoll im Finanzministerium, wo er insbesondere die Einfuhrzölle auf japanischen Sake senkte. Im Oktober desselben Jahres erhielt er den Orden der aufgehenden Sonne (2. Klasse).
Bousquet starb im Alter von 90 Jahren und wurde auf dem Friedhof Montmartre begraben. Er verfasste 1877 „Le Japon de Nos Jours et les Echelles de l'Extreme Orient: Ouvrage Contenant Trois Cartes“, in dem er seine Zeit in Japan beschrieb. Ein überliefertes Sprichwort Bousquets lautet: „Eine Tür ist entweder offen oder geschlossen.“